# Dicronorrhina micans
Dicronorrhina micans är en skalbaggsart som beskrevs av Dru Drury 1773. Dicronorrhina micans ingår i släktet Dicronorrhina och familjen Cetoniidae. Utöver nominatformen finns också underarten D. m. kouensis.

## Bildgalleri

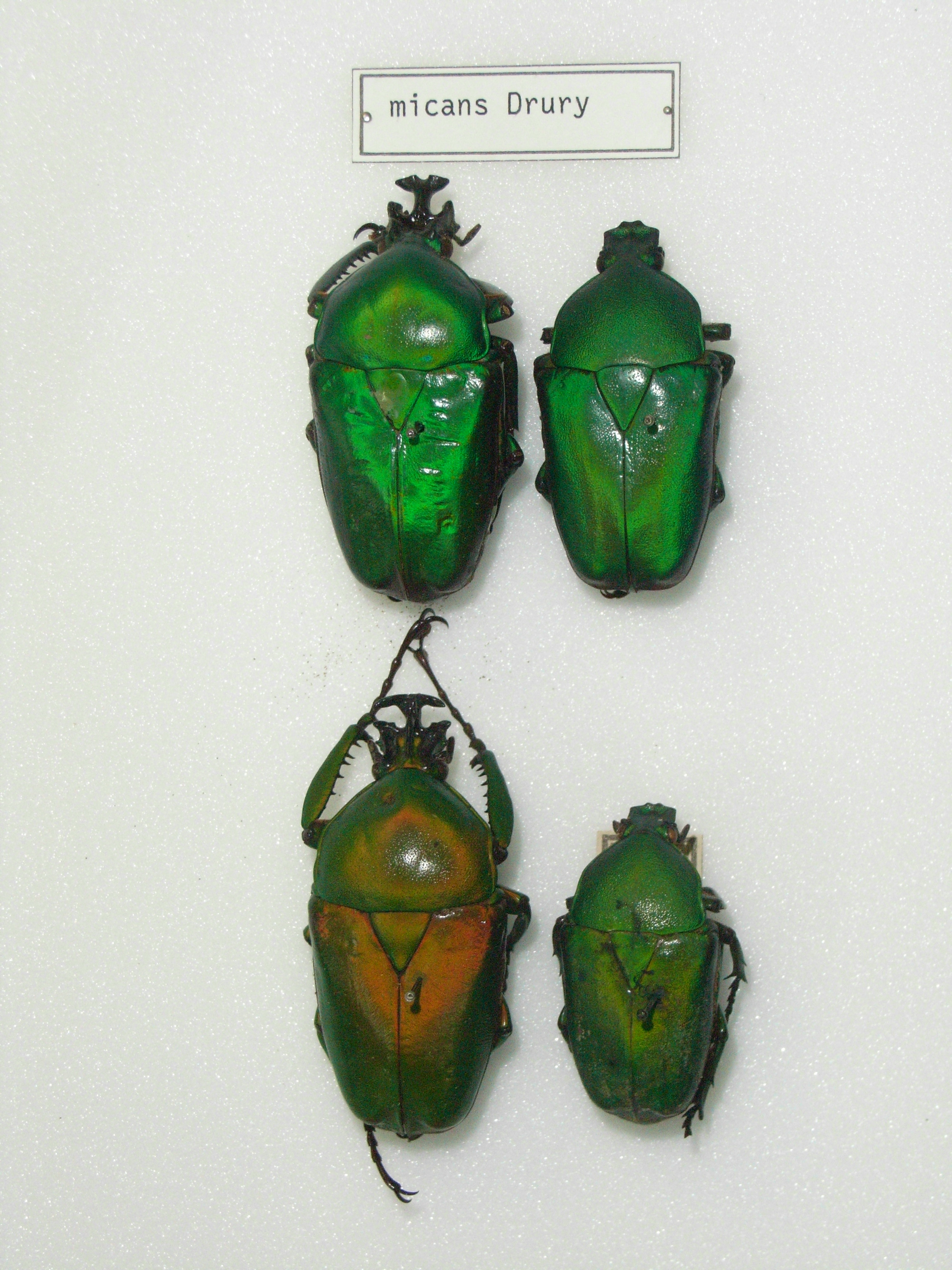
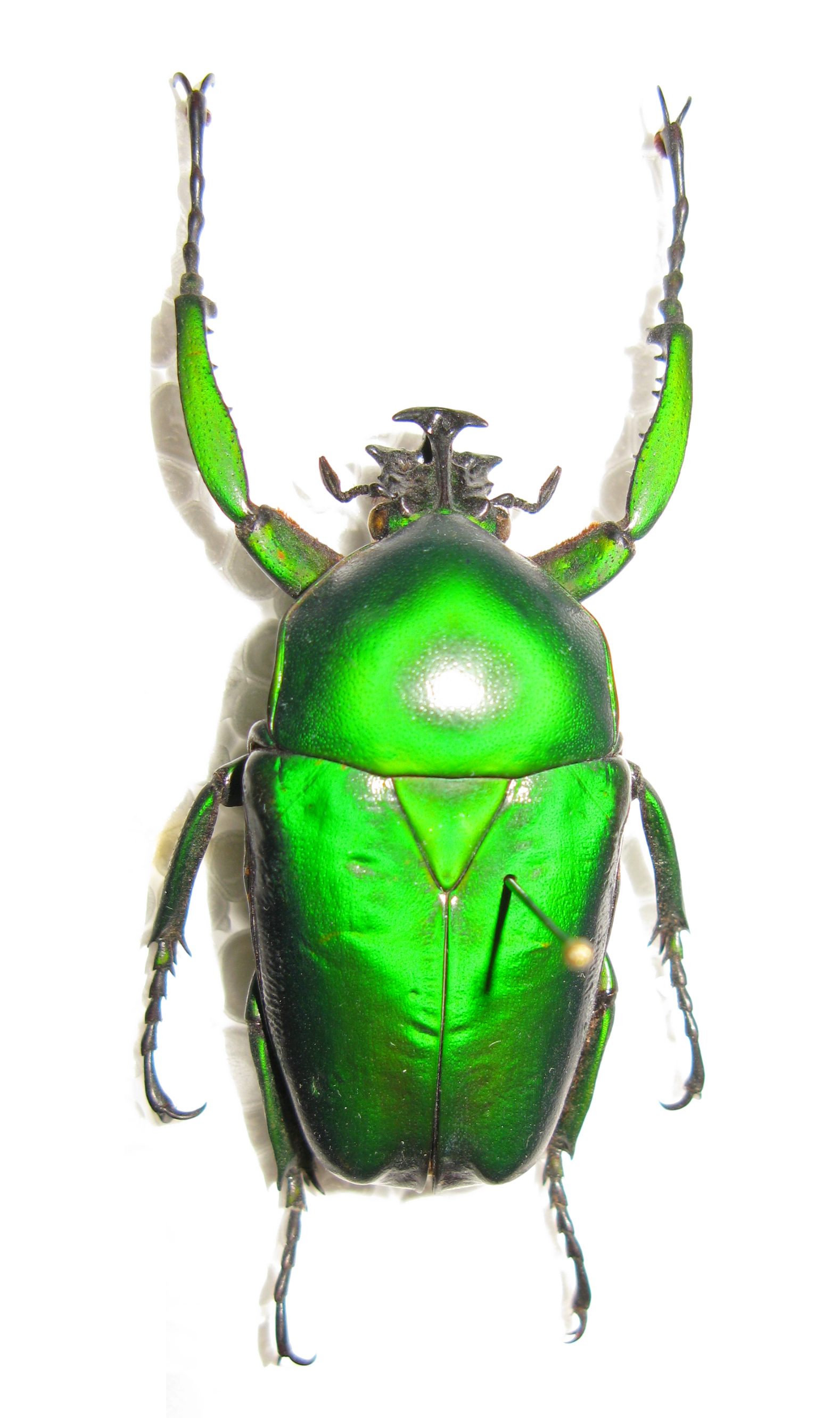
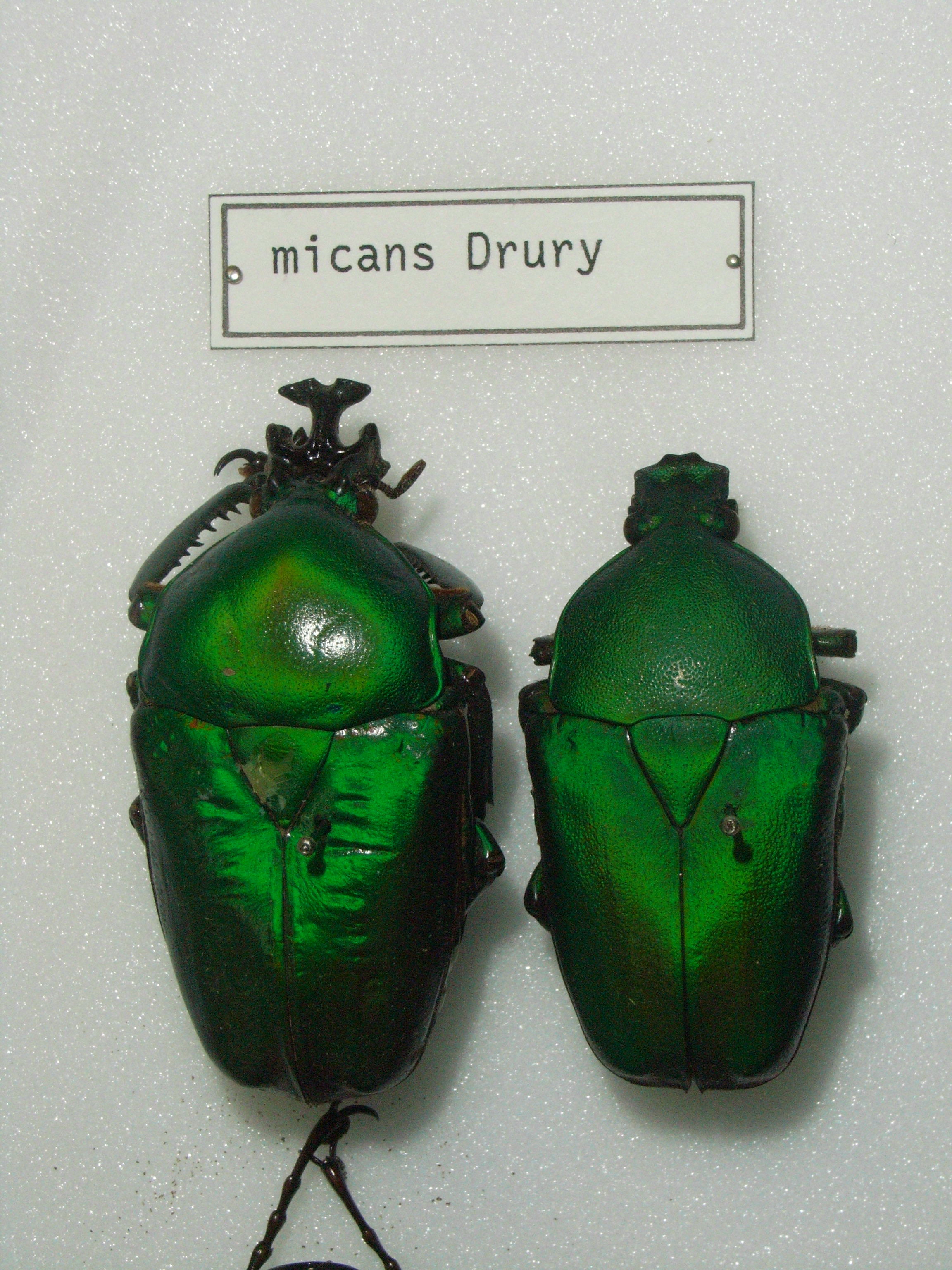